# 三原子分子

二酸化炭素

三原子分子(Triatomic molecule)は、同じまた異なる元素の3つの原子で構成される分子である。水や二酸化炭素、シアン化水素等が例として挙げられる。

## 分子振動
三原子分子の振動準位は、特殊な場合に決定できる。

### 線形対称分子
線形対称分子ABAは、以下のように振る舞う。
- 非対称縦振動の周波数

{\displaystyle \omega _{a}={\sqrt {\frac {k_{1}M}{m_{A}m_{B}}}}}
- 対称縦振動の周波数

{\displaystyle \omega _{s1}={\sqrt {\frac {k_{1}}{m_{A}}}}}
- 対称横振動の周波数

{\displaystyle \omega _{s2}={\sqrt {\frac {2k_{2}M}{m_{A}m_{B}}}}}
上記の式で、Mは分子の合計質量、mA及びmBは元素A及びBの質量、k1及びk2は軸方向及び垂直方向の分子のばね定数である。

## 等核三原子分子

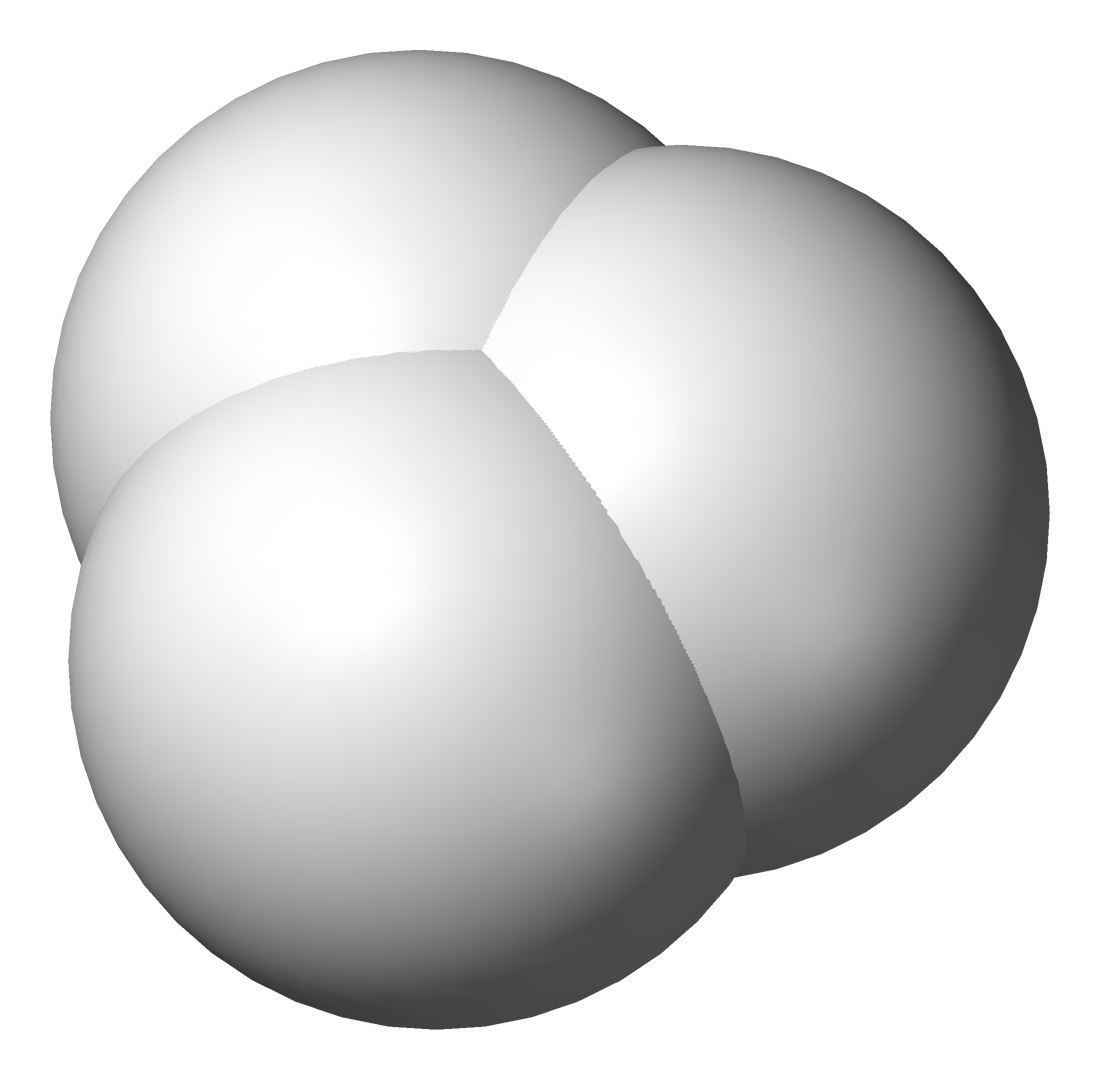
プロトン化水素分子

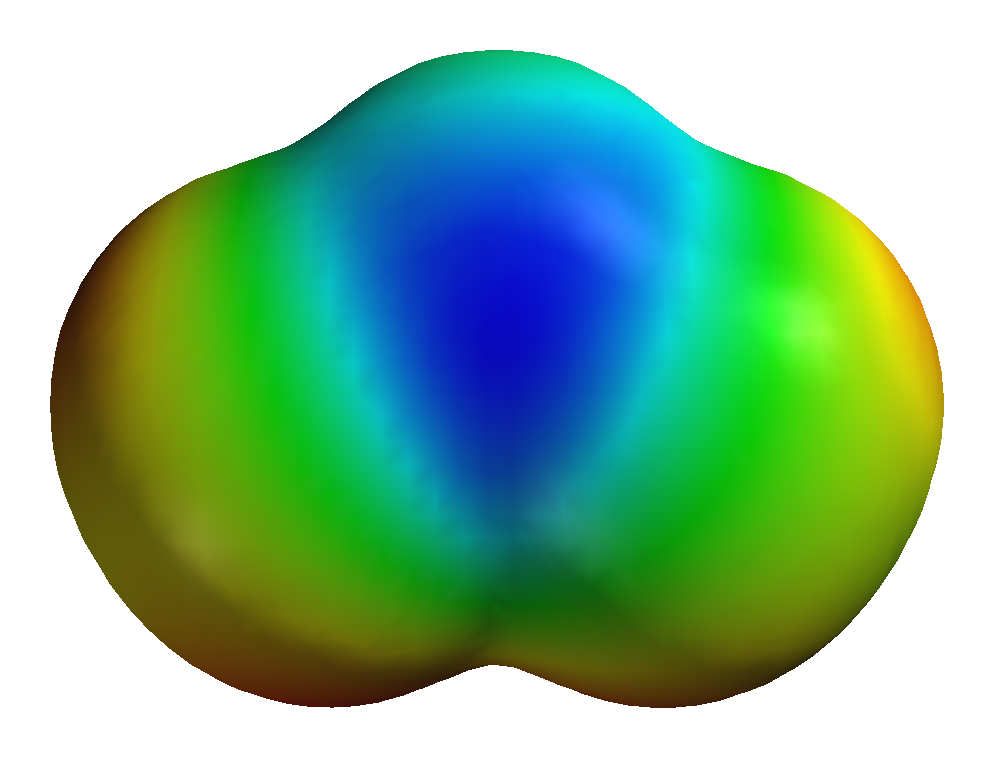
オゾン

等核三原子分子は、同一元素の3つの原子から構成される。
オゾン(O3)は、同一元素からなる三原子分子の例である。三原子水素(H3)は、不安定ですぐに崩壊するが、プロトン化水素分子(H3+)は安定で対称性を持つ。ヘリウム三量体(4He3)は、ファンデルワールス力のみで弱く結合し、エフィモフ状態にある。S3は、オゾンのアナログである。

## 幾何
全ての三原子分子は、直線型、折れ線型、環式のいずれかの形に分類できる。

### 直線型三原子分子
直線型三原子分子の中央の原子は、sp混成軌道またはsp3d混成軌道を持つ。よく知られた直線型三原子分子には、二酸化炭素やシアン化水素がある。
二フッ化キセノンは、直線型三原子分子の中央の原子が非結合電子対を持つ珍しい例である。